# Hans von Strantz
Hans Karl Ludolf von Strantz (* 18. November 1739 in Petershagen, Kreis Lebus; † 4. Oktober 1815 in Grapow, Kreis Friedeberg Nm.) war ein preußischer Generalmajor und Rittergutsbesitzer.

## Leben

### Herkunft
Strantz entstammte der Linie Petershagen seines märkischen, ursprünglich aus Thüringen eingewanderten Uradelsgeschlechts. Er war der Sohn des Gutsherrn auf Petershagen im Kreis Lebus, Albrecht Ehrenreich von Strantz (1711–1766) und dessen Ehefrau Johanna Henriette, geborene von Rohr (1716–1745) aus dem Hause Wilmersdorf.

### Militärlaufbahn
Obwohl Strantz als ältester Sohn Gutserbe war, wählte er den Soldatenberuf und wurde 1756 Kavallerist. Mit dem Dragonerregiment „von Oertzen“ nahm er während des Siebenjährigen Krieges an den Schlachten bei Lobositz, Prag, Kolin, Roßbach, Leuthen, Zorndorf, Hochkirch, Liegnitz und Torgau teil. Nach dem Krieg stieg er im Mai 1769 zum Premierleutnant auf und kam als Stabskapitän während des Bayerischen Erbfolgekrieges im Gefecht bei Bunzlau zum Einsatz.
Er nahm als Oberst und Kommandeur des Dragonerregiments „von Katte“ am Ersten Koalitionskrieg gegen das revolutionäre Frankreich teil. Bei Kaiserslautern gelang Strantz mit seinen Dragonern die Gefangennahme von zwei Karrees, außerdem konnte er zwei Kanonen und eine Fahne erbeuten. Dafür verlieh ihm König Friedrich Wilhelm II. am 22. Oktober 1792 den Orden Pour le Mérite. Am 1. Mai 1795 wurde er Generalmajor und zwei Monate später zum Generalinspekteur der pommerschen Inspektion von der Kavallerie ernannt. Außerdem ernannt ihn der König am 23. Januar 1797 zum Chef des Dragonerregiments „von Prittwitz“. Zudem war er neben seinen militärischen Aufgaben auch noch Amtshauptmann von Angerburg.
Aufgrund seines schlechten Gesundheitszustandes dimittierte Strantz am 2. Oktober 1800 mit einer jährlichen Pension von 1600 Talern.
Strantz hatte bereits beim Tode seines Vaters (1766) Petershagen und Blankensee geerbt; beide Güter verkaufte er später und erwarb dafür das Gut Grapow im Kreis Friedeberg Nm.

### Familie
Er war zweimal verheiratet, zuerst kinderlos mit Hedwig Gottliebe von Papstein (1745–1775) verwitwete von Wobersnow, die bereits zwei Monate nach der Eheschließung verstarb, dann mit Luise Sophie von der Asseburg (1757–1846) aus dem Haus Gunsleben. Der zweiten Ehe entsprossen fünf Söhne und vier Töchter:
- Henriette Helene Charlotte (1777–1863) ⚭ Ludwig von Paulsdorff (1769–1830), preußischer Generalmajor
- Karoline Luise (1778–1830)
- Philipp Ludolf Ehrenreich (1780–1781)
- August Karl Heinrich (1781–1845), Erbherr auf Grapow ⚭ Wilhelmine von Waldow (1790–1861) aus dem Haus Mehrenthin
- Karl Adolf Ferdinand (1783–1865), preußischer Generalleutnant ⚭ Sophie Gräfin von Wylich und Lottum (1793–1869)
- Juliane August Helmine (1784–1868) ⚭ Karl Friedrich von Waldow († 1847), Oberstleutnant
- Theodor Albrecht Ehrenreich (1785–1813), gefallen bei Leipzig
- Wilhelmine Ulrike Luise Franziska (1787–1865)
- Ludwig Maximilian Sigismund (1788–1839), Oberst und Kommandeur des 9. Husaren-Regiments

⚭ 1814 Huberta von Kleist (1799–1831)
⚭ 15. Mai 1835 Henrietta Stumm (1800–1871)
- Georg Eduard Leopold (1790–1795)
- Julius Gustav Ernst Ludolf (1792–1810)
- Eleonore Karoline Adelheid (1797–1870)